# Émile Waxweiler
Pour les articles homonymes, voir Waxweiler (homonymie).
Émile Pierre Clement Waxweiler, né le 22 mai 1867 à Malines et décédé le 26 juin 1916 à Londres, est un ingénieur et universitaire belge. 

## Biographie
Il était professeur à l'Université libre de Bruxelles. Jeune ingénieur, il fut présenté à Albert Ier par le lieutenant-général Jungbluth à son retour des États-Unis. Il négocia le rattachement des cantons rédimés à la Belgique.
Il a fondé l'Institut de sociologie de l'ULB, dont il fut le premier directeur de 1902 à 1916. Il a joué un rôle décisif dans la naissance de l'Ecole de Bruxelles. 
Il est élu membre correspondant de l'Académie royale de Belgique (Classe des Lettres et des Sciences morales et politiques) le 1er décembre 1902 et membre le 6 décembre 1909. 
Il est mort à Londres en 1916 écrasé sous les roues d'un autobus.